# ميستيك كافرنز آند كريستال دوم
ميستيك كافرنز آند كريستال دوم (بالإنجليزية: Mystic Caverns and Crystal Dome)‏؛ هو كهف يقع في مقاطعة نيوتن في الولايات المتحدة.

## السياحة
يعد «ميستيك كافرنز آند كريستال دوم» أحد مواقع الجذب السياحي في مقاطعة نيوتن في ولاية أركنساس الأمريكية.